# ابوالعباس عنبری
ابوالعباس اسماعیل بن علی بن الطیب عنبری (قرن ۴ تا ۵ هجری قمری) شاعر و وزیر قراخانیان از خاندان عنبریان بود. ابوالعباس عنبری وزیر نصر بن علی در بخارا بود ولی وزارت را رها کرد و به موطنش خراسان بازگشت. سلطان محمود غزنوی از او خواست که وزیرش باشد و چون نپذیرفت زندانی و مسموش کرد. ابوالعباس عنبری ۵ جلد شعر نوشت و در نثرنویسی و نامه‌نگاری (و به کار بردن تجنیس) متبحر بود.